# Шмидт, Елена
Еле́на Шмидт (род.1988, Костанай) — немецкая фотомодель, уроженка Казахстана. Победительница конкурсов красоты «Мисс Берлин» и «Мисс Германия 2013».

## Биография
По приезде в Германию с семьей в 2008 году на отлично окончила экономический колледж. Студентка экономического факультета одного из элитных университетов столицы. Владеет немецким, русским (родной), английским языками, изучает испанский и японский.
Имеет коричневый пояс в полноконтактном карате Кёкусинкай.
Представляла Германию на международных конкурсах высшего уровня: «Мисс Интернешнл» в Токио, «Мисс интерконтиненталь» в Мехико и «Мисс Европа» в Париже.

## Титулы
- Мисс Конгениальность, ТОП-15 Мисс интерконтиненталь 2013
- Мисс Германия 2013
- Мисс Берлин 2013
- Мисс Модель Казахстана 2005
- ТОП-10 Мисс Казахстан 2003
- Мисс Костанай 2003
- Вторая Вице-Мисс Модель Казахстана 2003

## Обложки
- ОНА Россия 2005
- XXL Россия 2005
- Фотосессия для Cosmopolitan Казахстан 2005
- Фотосессия для XXL Россия 2005